# 柳沢高志
柳沢 高志（やなぎさわ たかし、1977年〈昭和52年〉3月21日 - ）は、日本のジャーナリスト、ノンフィクション作家である。

## 来歴
静岡県生まれ。幼少期をブラジル・サンパウロ、高校時代を香港で過ごす。
1999年、国際基督教大学教養学部卒業。
2002年、東京大学大学院法学政治学研究科修了、日本テレビ入社。
警視庁記者クラブ、神奈川県警担当など事件記者を経て、「真相報道 バンキシャ」などでディレクター。
2012年からニューヨーク特派員、2015年に帰国後、政治部に。菅官房長官番のほか、与党担当で岸田文雄政調会長など担当。その後、野党担当キャップ、与党担当キャップを務める。官房長官時代から菅に食い込み、時に週数回も菅と会食し、一対一の取材を重ねている。
政治部時代は、news every.で政治解説を担当。
2021年12月よりnews zeroデスク。
2021年12月、文藝春秋より『孤独の宰相 菅義偉とは何者だったのか』を出版。